# Costarainera
Costarainera (en ligur A Còsta ) és un comune italià, situat a la regió de la Ligúria i a la província d'Imperia. El 2015 tenia 828 habitants.

## Geografia
La petita comune està situat en un vessant davant del mar a una altitud de 240 msnm i a 12 km de la capital, Imperia. Té una superfície de 2,52 km² i les frazioni de Piani. Limita amb Cipressa i San Lorenzo al Mare.